# Freizügigkeitsleistung
Freizügigkeitsleistung ist das Guthaben gemäss FZG (Schweizerisches Bundesgesetz vom 17. Dezember 1993 über die Freizügigkeit in der beruflichen Alters-, Hinterlassenen- und Invalidenvorsorge (Freizügigkeitsgesetz, FZG)), welches jeder Versicherte bei seiner Pensionskasse ansammelt, sofern er Sparbeiträge entrichtet.
Die Sparbeiträge (Altersgutschriften) werden in einer gestaffelten „Spar“-Ordnung (7 % / 10 % / 15 % / 18 %) ab Alter 25 bis Alter 64 (Frauen)/65 (Männer) gemäss BVG (vgl. dazu das Schweizerische Bundesgesetz vom 25. Juni 1982 über die berufliche Alters-, Hinterlassenen- und Invalidenvorsorge) angesammelt und müssen zumindest mit dem gesetzlichen Mindestzins verzinst werden. (Achtung: Die Altersgutschriften sind nicht zu verwechseln mit den Beiträgen, die neben den Sparbeiträgen Risikobeiträge und Verwaltungskosten etc. enthalten.)
Bei den meisten Pensionskassen basieren die Vorsorgeleistungen (gesetzlich sind dies Invalidenrente, Invalidenkinderrente, Altersrente, Alterskapital, Ehegattenrente, Ehegattenabfindung, Waisenrente) auf der Höhe des Freizügigkeitsguthabens. Dieses Guthaben wird mittels geltendem Umwandlungssatz in eine Rente umgewandelt – dabei ist zwischen obligatorischem/überobligatorischem Guthaben zu unterscheiden.
Freizügigkeitsguthaben gemäss BVG (oft auch obligatorisches Guthaben genannt) meint den Teil des vorhandenen Guthabens, welcher nach dem gesetzlichen Minimum zumindest vorhanden sein muss. Die meisten Pensionskassen kennen höhere Sparbeiträge. Dieser überschreitende Teil wird überobligatorischer Teil genannt und wird bei der Rentenumwandlung mit dem reglementarischen Prozentsatz (tiefer als der gesetzliche Satz) umgewandelt.
Tritt ein Versicherter aus der Pensionskasse aus und hat keine neue Anstellung, wird sein Freizügigkeitsguthaben auf ein Freizügigkeitskonto bei einer Freizügigkeitseinrichtung überwiesen.